# Nomi Wilkens
Nomi Wilkens Jensen (født 21. januar 1957 i Rønne) er en dansk billedkunstner.
Siden 1984 har hun været bosiddende i Mijas Costa, tæt ved Málaga i Spanien.
Som 20-årig var hun det eneste danske gidsel i en flykapring af et Lufthansa fly den 13. oktober 1977.
Nomi Wilkens havde deltaget i en dansekonkurrence på Mallorca og var på vej hjem til Danmark via Tyskland da Boeing 737 flyet blev kapret og fløjet til Mogadishu via Rom og Larnaca på Cypern. 
Nomi Wilkens og de andre passagerer blev befriet, da tyske kommandosoldater stormede flyet.
Den dramatiske begivenhed gjorde hende kendt i Danmark.
Efter gidseltagningen kunne Billed Bladet som eneste medie bringe et interview med Nomi Wilkens.
Efter kapringen var hun ansat hos Bjørn E. Reklame i Kolding, inden hun og hendes mand flyttede til den spanske solkyst i 1984, hvor de overtog en møbelforretning.
De solgte senere møbelforretningen og gik ind i ejendomsmæglerfirmaet Simzar Estates, hvor Wilkens arbejder halvtid og benytter den anden halvdel til sin kunst.

## Ekstern link
- http://www.nomiwilkens.com/ Arkiveret 28. januar 2011 hos  Wayback Machine — kunstnerens hjemmeside
- http://www.simzar.com/ — Hjemmeside for ejendomsmæglerfirmaet Simzar Estates

## Henvisning
1. ↑  http://www.nomiwilkens.com/artist.html (Webside+ikke+længere+tilgængelig)
2. ↑  Bent Blüdnikow (2009). "Bombeterror i København". Gyldendal.
3. 1 2  Kim Dahl Nielsen (2. februar 2012). "Fra kapring til kunstner". Kolding Ugeavis.
4. ↑  Erik Petersen (27. marts 2008). "En danmarkskrønike fylder 70". Ugeavisen Tønder.{{cite news}}:  CS1-vedligeholdelse: url-status (link)